# Porteadoras

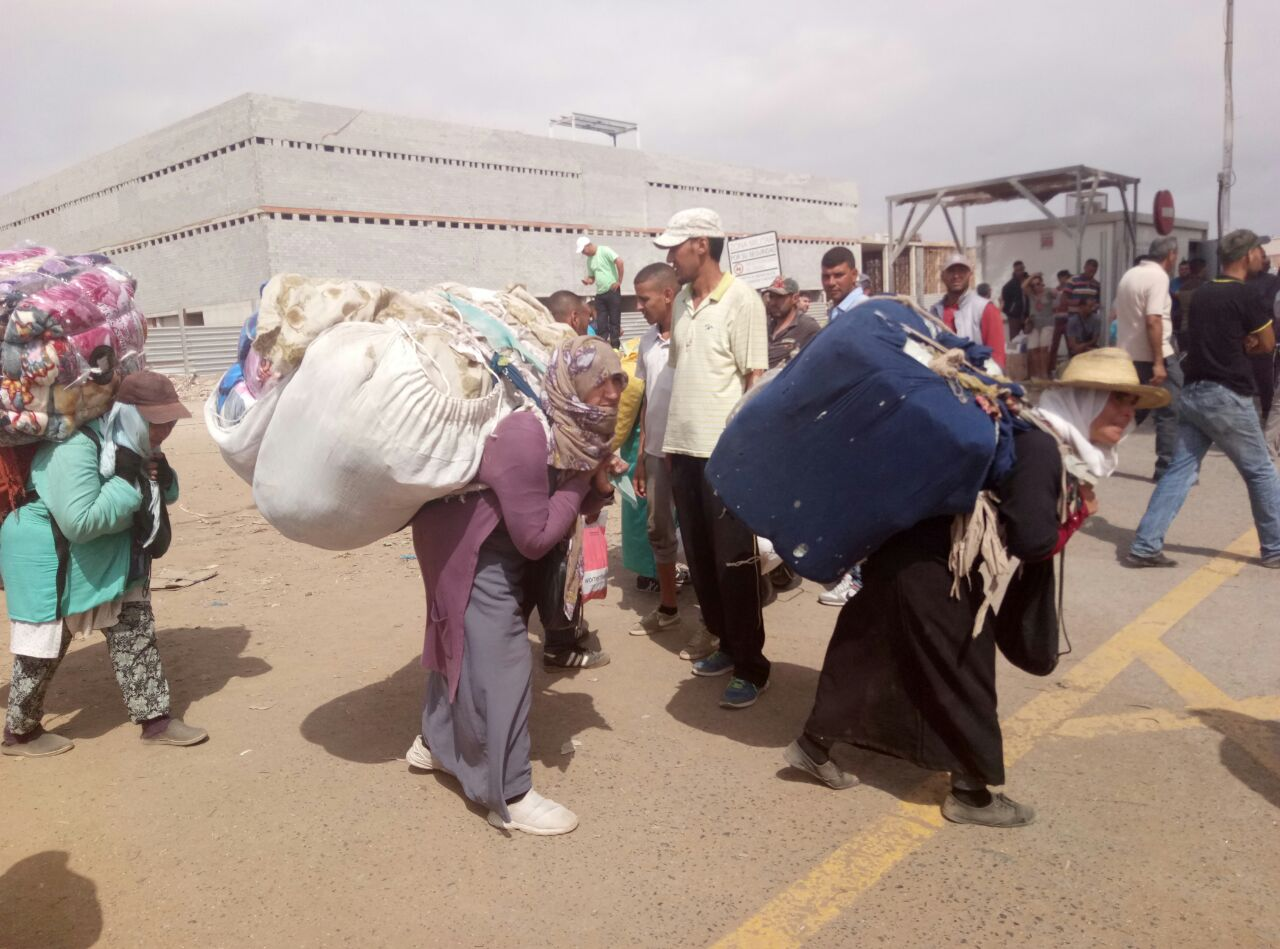
Porteadores llevando sus pacas en julio de 2017.

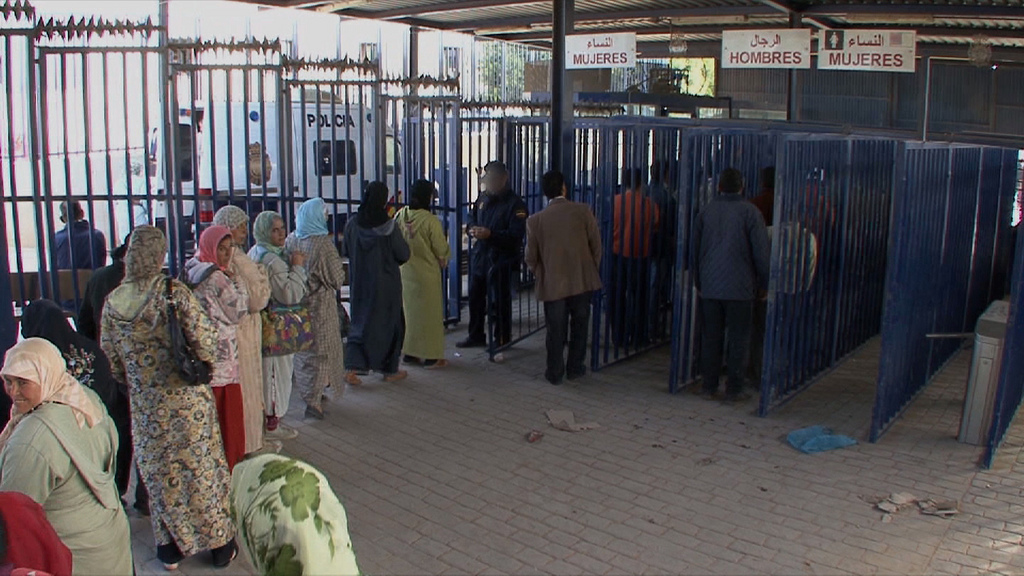
La cola para entrar en Melilla es más corta para los hombres que para las mujeres, en 2008.

Las porteadoras eran mujeres que se dedicaban a transportar mercancías entre las ciudades autónomas españolas de Ceuta y Melilla, y Marruecos. Fueron trabajadoras transfronterizas que cargaban pacas de varios kilos a la espalda o en un carro.
Debido a la tolerancia práctica de las autoridades españolas y marroquíes, durante años se permitió el paso de mercancías transportadas manualmente a través de la frontera hacia Marruecos sin el pago de impuestos oficiales. Esto dio lugar a una economía informal en la que personas del entorno fronterizo transportaban mercancías a pie hacia Marruecos por encargo de comerciantes. Se trataba de una forma de contrabando tolerada por las autoridades españolas y marroquíes, que se suele conocer en España en forma del eufemismo «comercio atípico». Los marroquíes procedentes de los vecinos Nador y Tetuán no necesitan visado para entrar en Melilla y Ceuta, como excepción al acuerdo de Schengen. Ceuta y Melilla tienen impuestos comerciales inferiores al IVA que se aplica en la península y las Islas Baleares y no están en la Unión Aduanera de la Unión Europea.
Por lo general, se trata de un "trabajo de último recurso", realizado principalmente por viudas, divorciadas o esposas con maridos gravemente discapacitados. Hay porteadoras mayores o enfermas que cargan fardos de productos comerciales que pesan más que ellas mismas.
Ser porteadora se considera un trabajo difícil y peligroso. Existen pocas, si es que hay alguna, regulaciones vigentes para proteger a los trabajadores. En 2008, la porteadora Safia Azizi se cayó y fue rápidamente pisoteada hasta morir. En 2009, dos mujeres murieron en el paso fronterizo de Ceuta Biutz, desbordadas por una avalancha de 200 transportistas, y cuatro policías resultaron heridos.
Las porteadoras transportaban en un año mercancías por valor de más de 1400 millones de euros a Marruecos a través de las fronteras de Melilla y Ceuta.

## Regulación y actuaciones en las fronteras
En 2017, el número de porteadoras que podían traspasar la frontera en un día se redujo a 4.000 en Ceuta. Puede alcanzar las 30.000 en Melilla.
En agosto de 2018, Marruecos cerró sus aduanas junto a Melilla, afectando al comercio legal y al contrabando. El gobierno marroquí esperaba que esto impulsara el puerto de Nador.
En febrero de 2019, Marruecos publicó un informe elaborado por una Comisión Transfronteriza, en el que se reconocían las condiciones de vulnerabilidad que sufrían las mujeres porteadoras en la frontera con Ceuta. El documento fue debatido en el Parlamento marroquí y dio lugar a la elaboración de una estrategia destinada a poner fin al contrabando de mercancías entre España y Marruecos.
En octubre de 2019, Marruecos cerró unilateralmente el paso fronterizo Tarajal II, en Ceuta.
En 2020, dentro de la lucha contra la COVID-19 en Marruecos, el gobierno marroquí cerró las fronteras con ambas ciudades españolas.